# Departamento Oficial de Propaganda
O Departamento Oficial de Propaganda (DOP) foi um órgão da administração pública especialmente devotado à propaganda estatal no governo de Getúlio Vargas, criado em 1931 para elaborar e sistematizar o que foi chamado na época de “um discurso legitimador através da propaganda e, sobretudo, da necessidade de eficácia e abrangência dos canais de difusão”.

## Os métodos
Os métodos de difusão da propaganda importados da Alemanha nazista eram aplicados de maneira sistemática e por saturação da população. Estas "informações" deveriam ser absorvidas na sua realização utilizando todas as possibilidades oferecidas pelos novos instrumentos utilizados e pelas novas técnicas de persuasão.

## Os meios de propaganda
Entre os meios de propaganda para utilização pelo governo central, estavam a imprensa, o cinema, a radiotelegrafia, a radiodifusão e todos os processos técnicos como instrumentos de difusão. 

### A sistematização da publicidade
A sistematização da propaganda há muito já era valorizada, porém, as forças políticas dos
primeiros anos do governo Vargas e sua disparidade de pensamentos dificultaram no início a formulação de um projeto publicitário por parte do governo. Desta forma, a criação do Dop facilitou a implantação dos sistemas de controle do pensamento por Vargas e seus colaboradores.

### A criação do Departamento de Propaganda e Difusão Cultural
Em 1934 o DOP foi reestruturado e transformado no Departamento de Propaganda e Difusão Cultural (DPDC), seguindo as diretrizes do DOP. A estrutura então, começou a ficar obsoleta, obrigando o governo a ampliar sua abrangência.

## A criação do DIP
Em 1939, a estrutura do DOP, então renomeado de Departamento de Propaganda e Difusão Cultural foi substituindo pelo DIP, Departamento de Imprensa e Propaganda. A abrangência do DIP era maior do que a do DOP. Seu poder de penetração na sociedade também. A mudança de nome e funções, com a centralização da informação, o controle e a função de censor de todas as manifestações culturais do Brasil, lhe davam superpoderes. O DIP então, passou a ser o controlador do pensamento da população brasileira. 